# Garat (Charente)
Garat település Franciaországban, Charente megyében. Lakosainak száma 2111 fő (2022. január 1.). Garat Bouëx, Dirac, Magnac-sur-Touvre, Mornac, Sers, Soyaux és Touvre községekkel határos.

## Népesség
A település népessége az elmúlt években az alábbi módon változott:
| Lakosok száma | 684  | 1255 | 1484 | 1729 | 1967 | 1999 | 2055 | 2108 | 2124 | 2111 |
|               | 1968 | 1982 | 1990 | 2006 | 2013 | 2015 | 2017 | 2019 | 2020 | 2022 |